# Coccidula rufa
Coccidula rufa (лат.) — вид божьих коровок. Взрослый жук длиной в 2,5—3 мм. Тело удлинённое, выпуклое. Надкрылья ярко- красные и остальные части тела бледно-красные. Личинка жёлтая. Встречается среди камышей, ситниковых (Juncaceae) и в рогозе (Typha).. Предпочитает влажные биотопы, такие как болота, но его можно встретить и в более сухих местах: лугах, полях, на берегах рек, а также в садах. В ареал входит большая часть Европы (включая Россию), Средняя и Западная Азия, Северная Африка а также Афганистан и Монголия.

## Галерея

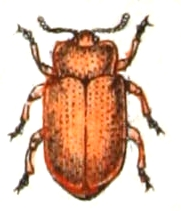
Иллюстрация
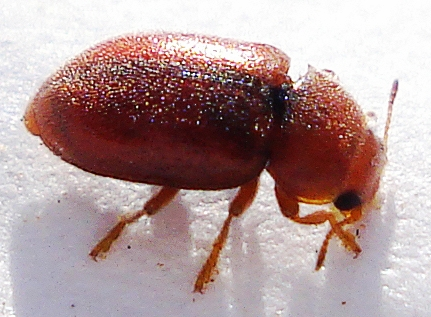
Имаго
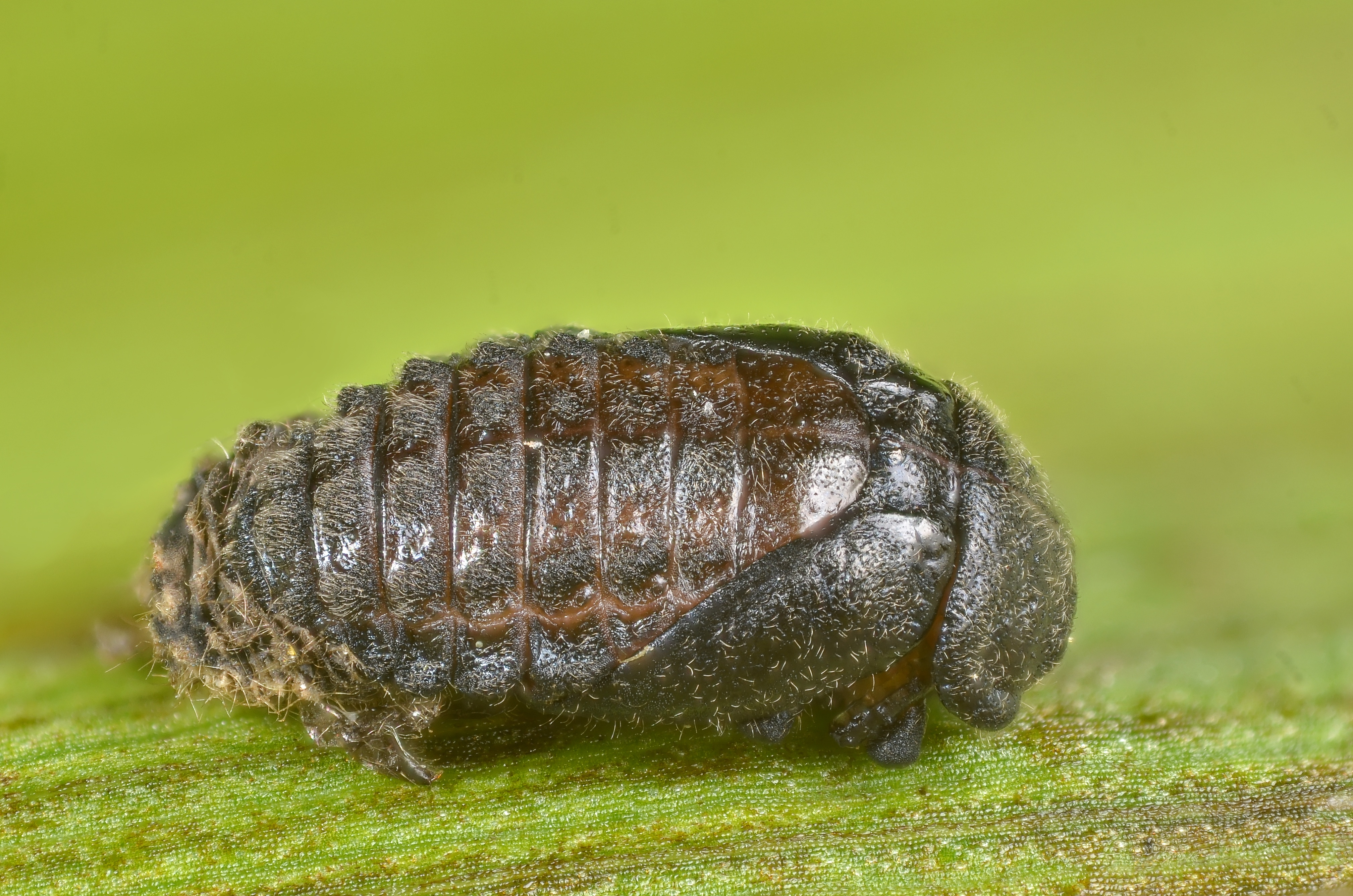
Куколка